# Lijst van heren en vrouwen van Oudheusden, Elshout en Hulten
Dit is een Lijst van heren en vrouwen van de heerlijkheid Oudheusden, Elshout en Hulten
De eerste persoon van de lijst kocht de lage, middelbare en hoge rechten van de heerlijkheid van Filips de Schone in 1498
1. Jan van Oudheusden Woutersz. (1498 - 1534), gehuwd met Maria Beuckelaer
2. Jan van Oudheusden Jansz. (1534 - 1542?), zoon van voornoemde, gehuwd met Margriet Steenwech en later met Johanna Spruijt
3. Johanna Spruijt (1539)
4. Godschalck van Oudheusden (1542), zoon van Jan van Oudheusden Woutersz.
5. Wouter van Oudheusden, zoon van Jan van Oudheusden Jansz. en Margriet Steenwech, gehuwd met Cornelia Spiering van Well
6. Jan van Oudheusden (... - 1625), zoon van voornoemde
7. Gerard van Oudheusden (1625 - ...), zoon van Wouter van Oudheusden, gehuwd met Gerarda nn
8. Maria Anna van Oudheusden (1641 - ...), dochter van Gerard van Oudheusden, gehuwd met Peter de Huter
9. Peter de Huter (1645 - 1659), zoon van Jan de Huter en Anna de Voogt van Rijnevelt
10. Gerard de Huter (1659 - 1662), zoon van Peter de Huter
11. Maria Anna van Oudheusden (1662 - ...)
12. Charlotte Juliana de Huter (1702 - 1710), dochter van Peter de Huter, gehuwd met Fredericus Ignatius van Bueren
13. Johan Frederik van Bueren (1710 - 1743), zoon van Fredericus Ignatius en Charlotte Juliana, bleef ongehuwd
14. Beatrix Maria van Bueren (1743 - 1752), dochter van Fredericus Ignatius, gehuwd met Willem van Lintelo
15. Frederick Ignatius van Camminga (1752 - 1768), zoon van Valerius Vitus van Camminga en Petronella Jacoba van Bueren, erfgenaam van Beatrix Naria van Bueren
16. Gerrit Ferdinand van Camminga (1768 - 1770), zoon van Valerius Vitus van Camminga
17. Dominicus van Camminga (1771 - 1794), zoon van Valerius Vitus van Camminga

Na de opheffing van het ancien régime zijn er nog de volgende eigenaren van het landgoed of bepaalde rechten, zoals het visrecht:
1. Susanna Barbara van Camminga (geb. 1727), (1794 - 1801), dochter van Valerius Vitus van Camminga, gehuwd met Tjalling Minne Watze van Asbeck
2. Everarda Johanna Maria van Asbeck (geb. 1762), (1801 - 1829), dochter van Tjalling Minne Watze van Asbeck, gehuwd met Johannes Theodorus Franciscus de Rotte
3. Maurits Calixtus Franciscus de Rotte (1829 - ...), zoon van Johannes Theodorus Franciscus de Rotte
4. Cornelis Josephus Bax van Dongen (koop in 1846 - 1876)
5. Maria Clara Josepha Bax van Dongen (1876 - 1885), zuster van Cornelis Josephus Bax van Dongen
6. Antonius Hubertus Johannes Verhoeven (1885 - 1893), achterneef van Maria Clara
7. Rudolf Hubertus Antonius Johannes Verhoeven (1899-1970)
8. Elisabeth Adriana Rosalie Aglaé Verhoeven (1970-2016)